# Kispolány
Kispolány (1899-ig Sztropkó-Polena, szlovákul: Malá Poľana) község Szlovákiában, az Eperjesi kerület Sztropkói járásában.

## Fekvése
Sztropkótól 19 km-re északkeletre fekszik.

## Története
A község a vlach jog alapján keletkezett ruszin pásztorok betelepítésével. Első írásos említése 1567-ben „Polyanka” néven történik. A Keglevich család sztropkói uradalmához tartozott.
A 18. század végén Vályi András így ír róla: „POLYENA. Orosz falu Zemplén Vármegyében, földes Ura Gróf Keglevits Uraság, lakosai ó hitüek, fekszik a’ Szinai járásban, határja jól termő, vagyonnyai külömbfélék, második osztálybéli.”
Fényes Elek 1851-ben kiadott geográfiai szótárában így ír a faluról: „Polena, (Sztropkó), orosz falu, Zemplén vmegyében, 293 g. kath., 6 zsidó lak. 417 hold szántófölddel. F. u. gr. Barkóczy. Ut. p. Komarnyik.”
Borovszky Samu monográfiasorozatának Zemplén vármegyét tárgyaló része szerint: „Kispolány, előbb Sztropkó-Polena, tót kisközség 49 házzal és 262 gör. kath. vallású lakossal. Postája Havaj, távírója és vasúti állomása Mezőlaborcz. Hajdan a homonnai uradalomhoz tartozott, de újabbkori birtokosa a Barkóczy család volt. Az 1598-iki összeírásba Nagypolena néven van felvéve. Most XXIV. Reuss herczegnek van itt nagyobb birtoka. A faluban gör. kath. templom van, mely 1759-ben épült.”
1920 előtt Zemplén vármegye Mezőlaborci járásához tartozott.

## Népessége
| Év:            | 1994. | 2004.    | 2014.   | 2024.    |
| -------------- | ----- | -------- | ------- | -------- |
| Emberek száma: | 134   | 114      | 113     | 98       |
| Eltérés:       |       | -14,92 % | -0,87 % | -13,27 % |

| Év:            | 2023. | 2024.   |
| -------------- | ----- | ------- |
| Emberek száma: | 101   | 98      |
| Eltérés:       |       | -2,97 % |

1910-ben 268, túlnyomórészt ruszin lakosa volt.
2001-ben 121 lakosából 57 ruszin és 51 szlovák volt.
2011-ben 113 lakosából 62 ruszin és 46 szlovák.

## Nevezetességei
Szent Miklós tiszteletére szentelt görögkatolikus temploma 1929-ben épült a korábbi fatemplom helyén.